# جيروم كيرشر
جيروم كيرشر (بالفرنسية: Jérôme Kircher)‏ هو ممثل فرنسي، ولد في 21 نوفمبر 1964 بباريس في فرنسا.

## أعمال

### أفلام
- (2004) خطوبة طويلة جدا[3]
- (2009) الملجأ[4]
- (2011) لويز فيمر

## وصلات خارجية
- جيروم كيرشر على موقع IMDb (الإنجليزية)
- جيروم كيرشر على موقع قاعدة بيانات الأفلام العربية
- جيروم كيرشر على موقع ألو سيني (الفرنسية)
- جيروم كيرشر على موقع ميوزك برينز (الإنجليزية)
- جيروم كيرشر على موقع أول موفي (الإنجليزية)
- جيروم كيرشر على موقع قاعدة بيانات الأفلام السويدية (السويدية)
- جيروم كيرشر على موقع قاعدة بيانات الفيلم (الإنجليزية)
- جيروم كيرشر على موقع كينوبويسك (الروسية)